# Nauczyciel z przedmieścia (film 1967)
Nauczyciel z przedmieścia (org. To Sir, with Love) – brytyjski film obyczajowy z 1967 roku w reż. Jamesa Clavella na podstawie powieści E.R. Braithwaite pod tym samym tytułem.

## Fabuła
Mark Thackeray to młody czarnoskóry, inżynier, poszukujący pracy w swoim zawodzie. Wobec braku propozycji zatrudnienia podejmuje pracę w charakterze nauczyciela w jednej ze szkół średnich na przedmieściach Londynu. Jego uczniowie to w większości rozwydrzone podrostki,  powtarzające po raz kolejny klasy, powyrzucani z innych szkół, bez żadnej motywacji do nauki, za to zawsze chętni do awantur i „niekonwencjonalnego zachowania”. Thackeray to inteligentny, posiadający wiedzę z różnych dziedzin człowiek, gotowy rozmawiać z młodzieżą, jak sam twierdzi na różne tematy, nawet seksu, znający boks, a przede wszystkim starający się zrozumieć problemy swoich uczniów. Dzięki swojej nietypowej postawie potrafi zjednać sobie ich przychylność, zmotywować do nauki oraz pokazać kolegom nauczycielom, że praca z trudną młodzieżą ma sens i potrafi przynosić efekty. Jednak Thackeray nauczanie przez cały czas traktuje jako zajęcie tymczasowe i nieustannie poszukuje pracy w swoim wyuczonym zawodzie. Kiedy wreszcie otrzymuje długo oczekiwaną ofertę zatrudnienia, związaną z porzuceniem szkoły i wyjazdem, jest w pełni szczęścia. Składa wypowiedzenie w szkole, a uczniowie organizują mu uroczyste pożegnanie. Jednak po otrzymaniu od nich pamiątkowego pucharu i listu, wzruszony, zaczyna rozumieć gdzie naprawdę jest jego miejsce. W ostatniej, symbolicznej scenie, drze ofertę nowej pracy. Postanawia zostać.

## Obsada aktorska
- Sidney Poitier – Mark Thackeray
- Christian Roberts – Bert Denham
- Judy Geeson – Pamela Dare
- Suzy Kendall – Gillian Blanchard
- Ann Bell – pani Dare
- Geoffrey Bayldon – Theo Weston
- Faith Brook – Grace Evans
- Patricia Routledge – Clinty Clintridge
- Chris Chittell – Potter
- Adrienne Posta – Moira Joseph
- Lulu as Barbara – „Babs” Pegg
- Edward Burnham – Florian
- Rita Webb – pani Joseph
- Marianne Stone – Gert
- Michael Des Barres – Williams

i inni.

## O filmie
Producentem filmu, jego reżyserem i autorem scenariusza był znany brytyjski pisarz James Clavell – autor tak głośnych (również zekranizowanych) powieści jak Król Szczurów, Tai-Pan, Shōgun. Clavell swoją filmową historię oparł na autobiograficznej powieści Edwarda Ricardo Braithwaite pt. To Sir, with Love.
Niemal trzydzieści lat później (1996) powstał telewizyjny sequel filmu pt. Nauczyciel z przedmieścia II, w którym w tytułową rolę ponownie wcielił się Sidney Poitier.